# 科洛梅采沃农村居民点 (赤卫军区)
科洛梅采沃农村居民点（俄语：Коломыцевское сельское поселение）是俄罗斯联邦别尔哥罗德州赤卫军区所属的一个农村居民点。其下辖有8个居民点，行政中心为科洛梅采沃。据2016年统计，该农村居民点的人口为1370人。